# Linda iz Chamounixa
Linda iz Chamounixa (ital. Linda di Chamounix) je opera v treh dejanjih Gaetana Donizettija.
Libreto je spisal Gaetano Rossi po neki stari francoski noveli. Snov je bila zaradi tega poprej že večkrat dramatično obdelana. Rossijevo besedilo deloma spominja na Birch-Pfeifferjevo delo Materin blagoslov. Med vsemi znanimi besedili, ki imajo snov iz omenjene francoske novele, je Rossijevo libreto tehnično še najboljše.
Donizetti je opero zložil za takratno dunajsko dvorno opero (Karntnerthortheater) in spada med njegova najzrelejša dela. Partituro opere je končal leta 1842. Kmalu je bila opera tudi uprizorjena; krstna predstava je bila 19. maja 1842. Delo je doživelo pri premieri pod skladateljevim vodstvom prebojen uspeh in je kmalu postalo tudi na drugih svetovnih odrih najpriljubljenejša Donizettijeva opera. Skladatelju je prav Linda iz Chamounixa prinesla veliko novih lovorik in časti. Imenovan je bil za cesarskega avstrijskega dvornega kapelnika z lepo plačo, Društvo prijateljev glasbe ga je imenovalo za svojega častnega člana, Akademija lepih umetnosti v Parizu ga je izvolila za svojega rednega člana, od papeža pa je dobil viteški križec Silvestrovega reda.
V Ljubljani je bila opera na odru Stanovskega gledališča prvič uprizorjena 9. novembra 1850. Na odru ljubljanske Opere je bila premiera 20. oktobra 1937. Prevajalec besedila je bil Ivan Pregelj, dirigent Anton Neffat in režiser Osip Šest. V naslovni vlogi je pela Zvonimira Župevc.

## Osebe
- Linda - sopran
- Marchese di Boisfleury - bas
- Carlo, visconte di Sirval - tenor
- Prefekt - bas
- Antonio, Lindin oče - bariton
- Magdalena, Lindina mati - sopran
- Savojard Pierott - kontraalt
- Grajski upravitelj - tenor
- Savojardi, dekleta in fantje.

## Vsebina

### Prvo dejanje
Dejanje je postavljeno na trg v Chamonixu konec 18. stoletja. 
Siromašni kmetje so predani na milost in nemilost fevdalcem, ki oddajajo v najem zemljo, travnike in pašnike. V kraju živi s svojimi starši lepa deklica Linda, zaljubljena v mladega slikarja Carla, ki je v resnici sin chamoniške graščakinje. 
Jesen je, zato se sklepajo nove najemniške pogodbe. Mladi se odpravljajo na neznano pot v tujino za zaslužkom, ki ga doma ne morejo najti. Tu opazi stari, razvratni, grešni markiz prekrasno Lindo in jo skuša z zvijačo zvabiti v svoj grad, kjer bi postala njegova žrtev. Pravočasno pa markizovo namero prepozna blagorodni predstojnik občine in posvari Lindine starše, naj dekle skrijejo na varno. Opozori jih tudi, naj ne nasedejo lažem in obetom grajske gospode. Tako se pridruži Linda odhodu savoyardskih popotnikov in se v družbi in zaščiti mladega Pierotta umakne iz Chamounixa.

### Drugo dejanje
Pariz, Lindino stanovanje tri mesece kasneje.
Carlo je izvedel, kje se Linda nahaja, zato ji je dal na razpolago udobno stanovanje. Linda tedaj še vedno ne ve, kdo je Carlo v resnici in čaka
dneva, ko bo njuna zakonska zveza sklenjena za večno. 
Med tem pa je Carlova mati, chamoniška graščakinja, našla nevesto zanj in določila poročni datum. Lindo ima druge skrbi. Njen prijatelj Pierott je ugotovil, da je stari markiz izvedel za njeno bivališče in da jo išče. Komaj Pierott zapusti svojo varovanko, že se pojavi starec in le z zvijačo in spretnostjo se mu Linda izvije - stari možakar je strahopetec, saj se boji tekmecev.
Pride Carlo. Ves je spremenjen, ko je izvedel za materino namero. Čaka ga nasilna poroka in prišel je k Lindi samo še po slovo. Linda ne sluti ničesar in se v dobri veri in poslovi od Carla.
Težko življenje je pognalo od doma tudi Lindinega očeta. V polmraku vstopi v njeno sobo in ne spozna hčere, ki je spremenjena, niti ne sluti, da bi utegnila bivati v bogati hiši. A ko ga Linda objame, jo sumničav, da je zavrgla svojo čast, odrine od sebe.
Prihiti Pierotto in sporoči novico o Carlovi poroki. Mlado dekle se zaradi vseh tegob zlomi - omrači se ji um. Tako jo odpelje Pierott iz nesrečne hiše in jo vodi domov v savoyske gore.

### Tretje dejanje
Chamonix, pomlad.
V Chamonix se vračajo vsi, ki so odšli za kruhom preko zimskih mesecev. Vračajo se mladi lajnarji s težko zasluženimi novci, a vendar je svidenje nad vse veselo.
Dobri prefekt pa gleda in išče mlade. Vse najde, samo Linde ne. Pierott privede bedno blazno siroto domov. Vsa okolica sočustvuje z ubogim dekletom in
njenimi starši. Vendar zaupanje v Boga in v iskreno ljubezen naredi čudež. Carlo, Lindin fant, se je, tik preden bi moral stopiti v Parizu
pred oltar z izbrano nevesto, izmotal iz nevšečne situacije. Njegova mati je spoznala, da je njegova ljubezen do Linde močnejša in da se ji ne kaže upirati. Tudi stari markiz se je umiril. A Linda o vsem tem ne ve ničesar. Tu jo privedejo tople Carlove besede spet k pravi zavesti — ljubezen je zmagala. Vsi se veselijo srečnega konca.